# 锡金语
锡金语（锡金语：འབྲས་ལྗོངས་སྐད་，威利：'bras-ljongs-skad），亦称菩提亚语，是居住在锡金的藏人分支布蒂亚人的母语。与南部藏语卫藏方言较相近。锡金语的使用者一般也懂宗卡语，两种语言在词汇上有65%相似。而它与标准藏语只有42%相似。锡金语也在一定程度上受到优莫语和达芒语影响。锡金语使用者在日常生活中也使用藏语和尼泊尔语。直到1975年，锡金语都没有自己的文字。成为印度的一个邦之后，锡金语得以进入学校教育，并有了自己的文字。

## 文字
锡金语使用的文字是从近古藏语继承下来的桑布扎藏文，但锡金语语音和词汇同近古藏语存在显著的不同。因此，SIL国际将锡金语的书写系统记作“菩提体”。根据SIL的统计，2001年锡金人中的藏文识字率约有68%。

## 书面锡金语历史
锡金语属于汉藏语系，是古藏语的后裔。锡金语直到1975年才发展出正式的书面语，在此之前的书面文献一般写的是近古藏语。在成为印度的一个邦之后，锡金语是当地众多少数民族语言的一种，为能在学校里实施锡金语教育，当地政府根据藏文发明了锡金语的书面形式。第一批锡金语文学材料是从藏语翻译过来的教科书，接下来几年里，小说、诗歌、戏剧等文学作品也被创造出来。虽然锡金语作家的总数仅有约30人，但有许多媒体也采用了锡金语。截至2021年，有一份用锡金语写的出版较为频繁的报纸，还有一份准备重新开始印刷。此外，过去20年间出版了许多部辞典。“不丹语言网站开发委员会”计划在未来推出一个关于该语言和民族的信息网站。

## 锡金语与相邻语言
锡金语母语者可以部分理解宗喀语，两者的词汇相似度为65%。相比之下同标准藏语的词汇相似度仅有42%。锡金语也受到临近的由牧语和达芒语影响。
由于一个多世纪以来与尼泊尔语和标准藏语使用者的亲密接触，许多锡金语母语者在生活中也会使用这些语言。

## 方言
锡金语的大部分方言都可以互相理解，它们的差异比较小。北部的一些村庄不存在敬语，下详。这批村庄在发音和词汇方面与其他地方有着相当大的差别。在不丹最靠近锡金的地区，非锡金语母语者要比西锡金语母语者更容易理解北锡金语，当地人认为北锡金语使用者是从那里搬迁出去的。

## 语音

### 辅音
|        |          | 唇音         | 齿音/ 齿龈音 | 卷舌音        | (龈后) 硬腭音  | 软腭音       | 声门音  |
| ------ | -------- | ------------ | ------------ | ------------- | -------------- | ------------ | ------- |
| 鼻音   | 清       |              | n̥ ⟨ན n⟩      |               |                | ŋ̥ ⟨ང ng⟩     |         |
| 鼻音   | 浊       | m ⟨མ m⟩      | n ⟨ན n⟩      |               | n~ɲ ⟨ཉ ny⟩     | ŋ ⟨ང ng⟩     |         |
| 塞音   | 清不送气 | p ⟨པ p⟩      | t ⟨ཏ t⟩      | ʈ ⟨ཏྲ tr⟩      |                | k ⟨ཀ k⟩      | ʔ ⟨འ ʔ⟩ |
| 塞音   | 清送气   | pʰ ⟨ཕ ph⟩    | tʰ ⟨ཐ th⟩    | ʈʰ ⟨ཐྲ thr⟩    |                | kʰ ⟨ཁ kh⟩    |         |
| 塞音   | 浊       | b ⟨བ b⟩      | d ⟨ད d⟩      | ɖ ⟨དྲ dr⟩      |                | ɡ ⟨ག g⟩      |         |
| 塞音   | 清化     | p̀ʱ~b̀ɦ ⟨བ p'⟩ | t̀ʱ~d̀ɦ ⟨ད t'⟩ | ʈ̀ʱ~ɖ̀ɦ ⟨དྲ tr'⟩ |                | k̀ʱ~g̀ɦ ⟨ག k'⟩ |         |
| 塞擦音 | 清不送气 |              | ts ⟨ཙ ts⟩    |               | tɕ ⟨ཅ c⟩       |              |         |
| 塞擦音 | 清送气   |              | tsʰ ⟨ཚ tsh⟩  |               | tɕʰ ⟨ཆ ch⟩     |              |         |
| 塞擦音 | 浊       |              | dz ⟨ཛ dz⟩    |               | dʑ ⟨ཇ j⟩       |              |         |
| 塞擦音 | 清化     |              |              |               | tɕ̀ʱ~dʑ̀ɦ ⟨ཇ c'⟩ |              |         |
| 擦音   | 清       |              | s ⟨ས s⟩      |               | ɕ ⟨ཤ sh⟩       |              | h ⟨ཧ h⟩ |
| 擦音   | 浊       |              | z ⟨ཟ z⟩      |               | ʑ ⟨ཞ zh⟩       |              |         |
| 流音   | 清       |              | l̥ ⟨ལ l⟩      | r̥ ⟨ར r⟩       |                |              |         |
| 流音   | 浊       |              | l ⟨ལ l⟩      | r~ɹ~ɾ ⟨ར r⟩   |                |              |         |
| 近音   | 近音     | w ⟨ཝ w⟩      |              |               | j ⟨ཡ y⟩        | w ⟨ཝ w⟩      |         |

清化音带有轻微气声、送气，带有较低调值。它们是古典藏语浊声母清化后的产物。童安阳，历史上的藏语音素/ny/变为/n/和/ng/的同位异音，这两个音素本身则在大多数口音中都失去了对立。

#### 塞音与塞擦音
塞音和塞擦音作为声母的发生态有4种对立：清不送气、浊、清送气、清气声带送气。在词中，则只有3种：清送气、清不送气或浊。词尾位置的清不送气音只有/p、k、ʔ/，一般反映为不除阻的[p̚]和喉~软腭塞音[k]~[ʔ]。声门塞音也是词尾/k/的同位异音，与非声门韵尾形成对立。浊塞音在词中会擦化，单独发音时浊塞音前面往往会带上响音。值得注意的是，有些前鼻化声母基本上是全时段浊音，也有的到除阻阶段变为清音。

#### 唇塞音
只有一个已知的叠音/bb/：等同格bɛʔ和不定式标记-po/bo结合时会变为-bbɛʔ。

#### 齿-齿龈塞音和塞擦音
齿-齿龈塞音和塞擦音是在舌头接触到牙槽嵴和上牙背时产生的。所有音都可当声母。

#### 龈后塞音
有时也叫“卷舌音”，不过发音时舌头向后弯曲得其实并不强烈。

#### 声门塞音
声门塞音不同于韵尾位置的/k/ [k̚]~[ʔ]，因为喉塞音作为音位只出现于韵尾位置，且会使音节变为高声域。连续语音中，喉塞音韵尾往往变成长元音，后元音最容易被延长。当喉塞伴随着语尾的鼻化元音时，往往会产生语音上的喉塞。

#### 擦音与央近音
锡金语中共有5个擦音：/s, z, ɕ, ʑ, h/。/j/是惟一的央近音，与清擦音/s, ɕ/一起出现在高低音区，这便证明锡金语有声调。高音区的/h/与词首元音自带的喉塞声母形成对立；而低音区的词首元音与其他声门音不形成对立。

##### 鼻音
锡金语有8个鼻音：/m、n、ɲ、ŋ、m̥、n̥、ɲ̥、ŋ̥/。相当多的锡金语母语者发清鼻音的方式与发高音区的浊鼻音相似。清鼻音只出现在声母位置。

###### 流音
锡金语有2个流音，一清一浊：/l̥、l/在常规对话中，韵尾的/l/产生于元音延长和前化，也只发生在书面发音中。所有边音在词中都是浊音。

#### 句子结构与音节结构
锡金语音节结构可表示为CV(V/C)或(C) (G) V (C/V)，其中C表示辅音，V表示元音，G表示介音。锡金语是一种动词后置语言，一般为主谓宾语序（SOV），与汉语、日语、朝鲜语相似。介音大多数时候都是/j/有时也可以是发作[r]的/r/，叫做“边介音”。这一特点在部分方言中并不存在。介音可能跟在唇音和软腭塞音后。在强制存在的元音之前可以有大量辅音，任何元音都有长短对立。韵尾辅音可以是塞音、R音或鼻音。
| 开音节 | V VV CV CVV CGV CGVV |
| 闭音节 | VC CVC CGVC          |

#### 音区与声调
锡金语有高低两个音区，两者都有许多特点。高音区元音会夹杂一种嘶哑粗糙的音质，带较高的声调。清音与送气音位于高音区。低音区元音会产生低沉的声调，可能伴随呼吸音。浊音与气音位于低音区。

### 元音
锡金语有13个元音：ɛː, ɛ, eː, a, aː, o, oː, øː, yː u, uː, i, iː。由于锡金语的复杂性，对元音的分析是十分困难的，因为北锡金语和东锡金语展现出来的元音相当不同，对应关系也比较复杂。其中一种方言的/a/与/o/在/ŋ/前合流，另一种方言的短/i/在低音区常发作[ɪ]。
下面是锡金语元音简表，摘自Yliniemi (2005)。
|    | 前     | 前     | 中     | 后     |
|    | 非圆唇 | 圆唇   | 非圆唇 | 圆唇   |
| -- | ------ | ------ | ------ | ------ |
| 闭 | i ི /i/ | y ུ /u/ |        | u ུ /u/ |
| 中 | e ེ /e/ | ø ོ /o/ |        | o ོ /o/ |
| 开 | ɛ ེ /e/ |        | ɐ /a/  |        |

- [ɛ]是[e]的同位异音，出现在[dʑ] /j/之后的闭音节中

藏文是一种元音附标文字，所有字母默认带的元音是/a/。

## 词汇

### 名字
锡金语人名通常是两个双音节词，起名往往参考孩子出生的日期、行星词和佛教用语。也有某个性别独占的名字和中性的名字。官方文件中使用的多是姓氏，其来源各不相同。有些人可能使用氏族名称，也有的则使用人群或地区名，如“Denjongpa/Denjongpo”，在藏语中意为“锡金居民”。也有少数村庄使用由自己的村名衍生出来的姓氏。

### 颜色
锡金语只有5个基本颜色词：红、黄、白、黑、青。
其他颜色及颜色质量都是通过复合词表示的，与汉语十分相似。

### 敬语
锡金语中，许多名词、代词都有不容的形式，其使用取决于话者和听者之间的关系及话者对听者的态度。通常可分成两个组，其中一组为敬语。例如，第二人称代词有3个级别：“低级”代词用于对较低阶级的交流或朋友间，“中级”代词用于同阶级的交流，“高级”代词用于尊称较高阶级。
也有少数村庄不怎么使用敬语，即使对陌生人也使用“低级”第二人称代词。大多数话者认为不用敬语是一种冒犯，而使用敬语则被这些村民认为是“太慢，太啰嗦”。以“你要去哪？”为例，使用敬语的句子需要8个音节，而不用敬语的句子只需3个音节。总的来说，敬语的使用与一个人的表达能力和语言技能有关。

## 书面语和口语的区别
书面语和口语大致相同，也有些微小的差异。显著的变化是音素音节的删改，以及语法变化的减少，如在部分语境中放弃格标记：名词修饰语丢失属格标记，方向词丢失格标记等等。书面语和口语受到相关语言的影响相当大。书面语最常见的是藏语借词，特别是锡金语中还没有标准化的词或概念。因此，文盲可能会对这类词感到困惑。口语则借了更多尼泊尔语和英语的词。与书面语相比，口语更有可能发生语码转换。

## 名词短语和成分

### 名词短语
名词短语由名词与它们周围的修饰词组成，其刑事很像代词、指示词、名词性从句等。名词短语的语序是(指示词)-名词-形容词-数词-(指示词)。指定名词数量时，名词会遵循单数的变化规则。名词、形容词、后置介词短语、名词性从句和关系从句都可视作带属格标记的名词修饰语。

## 词类

### 名词
锡金语中的名词有两种形式：正式形和普通形。普通形用于朋友、家人等之间的日常交流，正式形则用于更正式的场合。大多数锡金语使用者并不精通这些名词的每种形式，但知道正式形就表明对这门语言已然很熟练。这两种形式可以通过添加某种后缀或前缀形成，但也有一些形式的拼写完全不同。大多数名词都是1~2个音节，复合词可能有3个音节或更多。

### 动词
锡金语动词表示一种状态、感觉或描述事件发生。大多数动词只有一个音节，以区别于形容词；且也有普通形和正式形两种形式。

### 形容词
形容词一般有2~3个音节。在此之外通常很难分辨动词和形容词，它们都以-bo或-po结尾。

## 延伸阅读
- van Driem, George. . Dzongkha Development Commission, Government of Bhutan. 1992.[] Dead link
- Yliniemi, Juha.  (Ph.D. thesis). University of Helsinki. 2019. ISBN 978-951-51-5138-4.
- Lee, Seunghun J.; Hwang, H.K.; Monou, T.; Kawahara, S. . Proceedings of the International Symposium on Tonal Aspects of Languages. 2018: 217–221. S2CID 52209330. doi:10.21437/TAL.2018-44.
- Lee, Seunghun J.; S. Kawahara; C. Guillemot; T. Monou. . 音声研究. 2019,. Journal of the Phonetic Society of Japan (23(1)): 65–75. doi:10.24467/onseikenkyu.23.0_65.